# MacBook Air (Apple)
El MacBook Air és una línia de portàtils Mac fabricats per Apple Inc. El 2020, Apple va deixar d'utilitzar processadors Intel a l'Air i va canviar a utilitzar els seus propis xips de silici de la sèrie M d'Apple. En la línia de productes actual, el MacBook Air és el portàtil bàsic d'Apple, situat per sota del rang de rendiment del MacBook Pro, i actualment es ven amb pantalles de 13 i 15 polzades.
Apple va llançar el MacBook Air amb el sistema Apple M1 en un xip el novembre de 2020. Un model redissenyat basat en el xip Apple M2 es va llançar el juliol de 2022, i el primer MacBook Air de 15 polzades es va llançar el juny de 2023. El març de 2024, Apple va introduir els MacBook Air equipats amb el xip M3 en les seves mides de 13 i 15 polzades.

## M1 (2020)

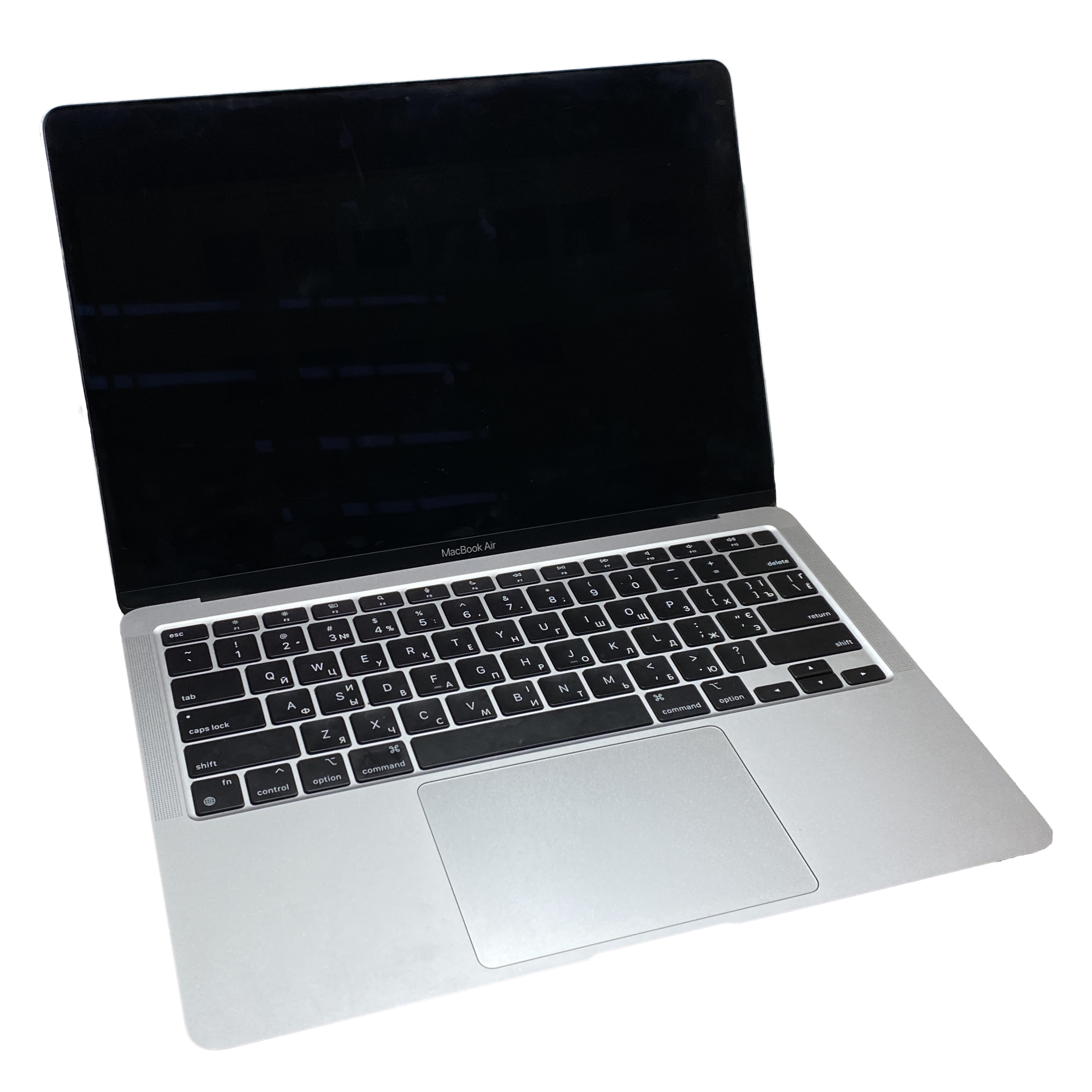
MacBook Air (M1, 2020)

El 10 de novembre de 2020, Apple va anunciar un MacBook Air actualitzat amb un sistema en un xip (SoC) M1 dissenyat per Apple, llançat juntament amb un Mac Mini actualitzat i un MacBook Pro de 13 polzades com els primers Mac amb la nova línia de processadors de silici Apple basats en ARM personalitzats. Apple va llançar el dispositiu una setmana després, el 17 de novembre.
L'ordinador utilitza un disseny sense ventilador i afegeix compatibilitat amb Wi-Fi 6, Thunderbolt 3/ USB4 i Wide color (P3). L'M1 MacBook Air només pot executar una pantalla externa, en comparació amb el model anterior basat en Intel que era capaç d'executar dues pantalles 4K. La càmera FaceTime continua sent de 720p, cosa que ha rebut algunes crítiques, però Apple anuncia un processador de senyal d'imatge millorat per a un vídeo de més qualitat. El 4 de març de 2024, l'M1 MacBook Air es va deixar de fabricar, i l'M2 MacBook Air de 13 polzades va substituir l'M1 MacBook Air a la gamma.
El 15 de març de 2024, Walmart va anunciar que continuaria venent el 256. MacBook Air GB M1 sota una col·laboració amb Apple malgrat la descontinuació de les botigues minoristes d'Apple.

## M2 i posteriors (2022-present)

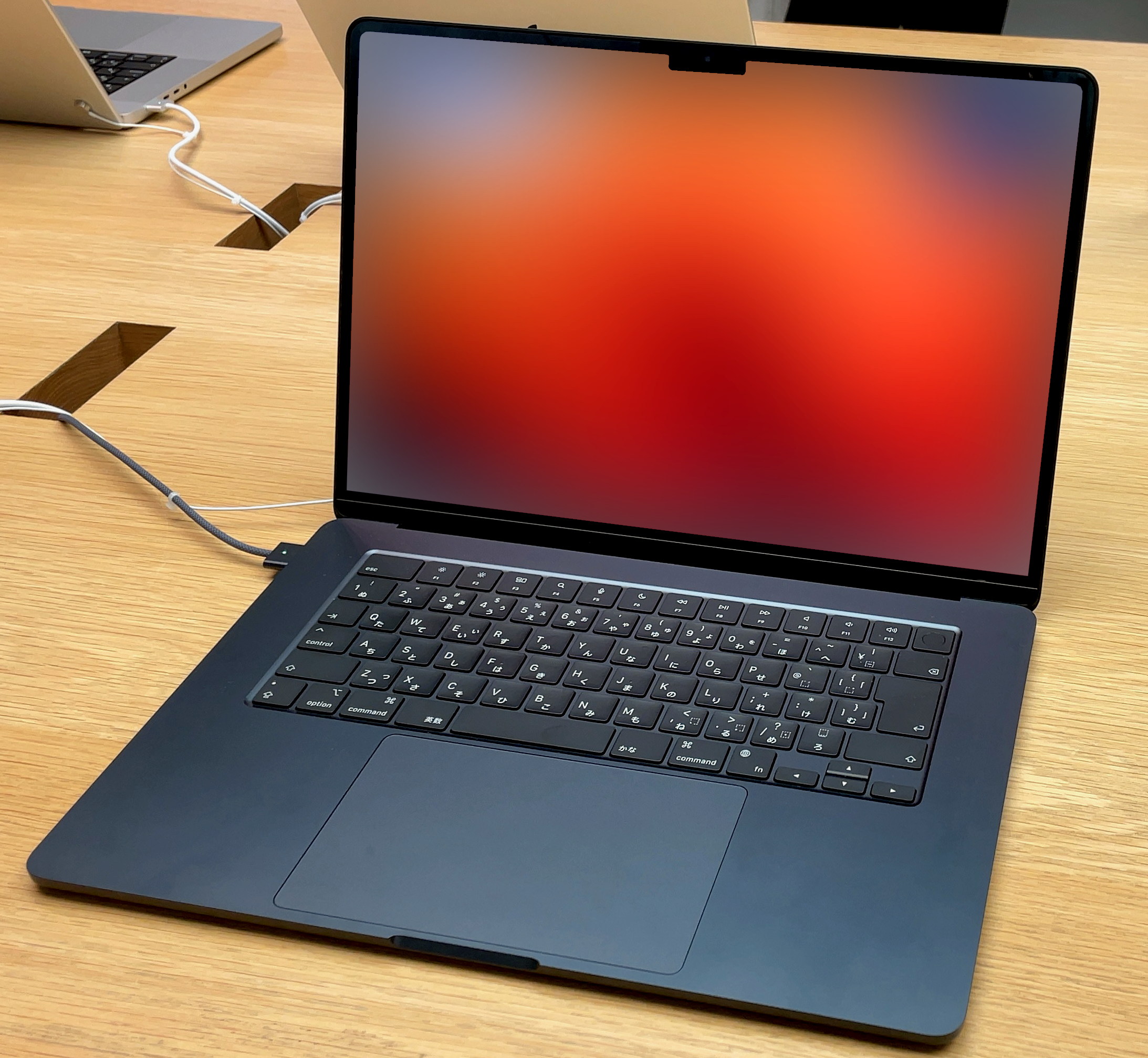
MacBook Air M2 de 15 polzades amb el nou disseny

El 6 de juny de 2022, a la WWDC 2022, Apple va anunciar un MacBook Air actualitzat basat en el sistema M2 en un xip. Incorpora diversos elements de disseny dels models M1 Pro i M1 Max MacBook Pro, com ara un disseny pla i en forma de llosa, tecles de funció de mida completa i una pantalla Liquid Retina amb cantonades arrodonides i una osca per a una càmera web de 1080p. Inclou dos ports combinats Thunderbolt 3/USB 4 i afegeix càrrega MagSafe. A més de mantenir les opcions de color Space Gray i Silver, l'opció de color Gold s'ha deixat de fabricar i s'ha substituït per Starlight (una barreja de colors entre platejat natural i or xampany), a més d'una nova opció de color Midnight (una barreja de colors entre blau fosc i gris fosc).
El MacBook Air M2 de 13 polzades va començar a distribuir-se el 15 de juliol de 2022. Es va anunciar una versió de 15 polzades a l'esdeveniment WWDC d'Apple el 5 de juny de 2023. A part de la pantalla més gran, les especificacions del maquinari són majoritàriament idèntiques a les dels altres models M2 Air. Les comandes anticipades del nou model van començar el 6 de juny de 2023, i els lliuraments i la disponibilitat al detall van començar la setmana següent, el 12 de juny. El mateix dia, el MacBook Air M2 de 13 polzades va rebre una rebaixa de preu de 1199 $ a 1099 $.